# 賀蘭初真
賀蘭初真（？—527年），为南北朝鲜卑族，贺兰部人。
賀蘭初真是武川人，賀蘭初真是十六国时代漠北贺兰部首领贺纥的后裔。賀蘭初真的祖先以良家子镇武川，以武川为家，为乡闾所重。賀蘭初真娶宇文泰的姐姐为妻，有子賀蘭祥、贺兰隆。527年，賀蘭祥十一岁丧父为孤儿。北周建立后，追封皇姑为建安长公主。周武帝保定二年（562年），宇文邕追赠姑父賀蘭初真太傅、柱国、常山郡公。

## 祖先
- 纥伏，为贺兰莫何弗，以贺兰为氏，田余庆考证即是贺纥[1]

## 子孙
- 长子：贺兰祥
  - 贺兰敬、贺兰让、贺兰璨、贺兰师、贺兰宽
- 次子：贺兰隆（官至大将军，封襄乐县公）

- - 贺兰厚德[原創研究？]